# Иж (приток Пижмы)
Иж (луговомар. Ижевӱд) — река в Кировской области России, правый приток Пижмы (бассейн Волги). Длина реки составляет 80 км, площадь бассейна — 1150 км².
Исток реки расположен в 30 км к юго-востоку от Яранска близ границы с Марий Эл. Генеральное направление течения северо-восток, затем север, затем северо-запад. Верхнее течение реки располагается на территории Яранского района, среднее и нижнее — на территории Пижанского. Крупнейшие населённые пункты на берегах — сёла Никулята и Сретенское. Впадает в Пижму у села Иж выше села Турусиново.

## Этимология

Бассейн Вятки

Название имеет удмуртское (дорусское и домарийское) происхождение. В переводе с удмуртского — «Каменка», то есть текущая между камней (гор, холмов). Характерны названия стоящих на её берегах деревень: Нагорная и Подгорная.

## Основные притоки (км от устья)
- 2,1 км: река Малый Кермеж (лв)
- 7,6 км: река Кермеж (лв)
- 10 км: река Шуда (лв)
- 16 км: река Пижанка (лв)
- 53 км: река Войка (в водном реестре — река без названия, лв)
- 59 км: река Пурт (в водном реестре — река без названия, лв)